# Reuven Shiloah
Reuven Shiloah (en hébreu : ראובן שילוח), né le 20 décembre 1909 à Jérusalem et mort le 10 mai 1959 dans la même ville, était le premier directeur général du Mossad de 1951 à 1952.